# Liste des sentiers de Paris

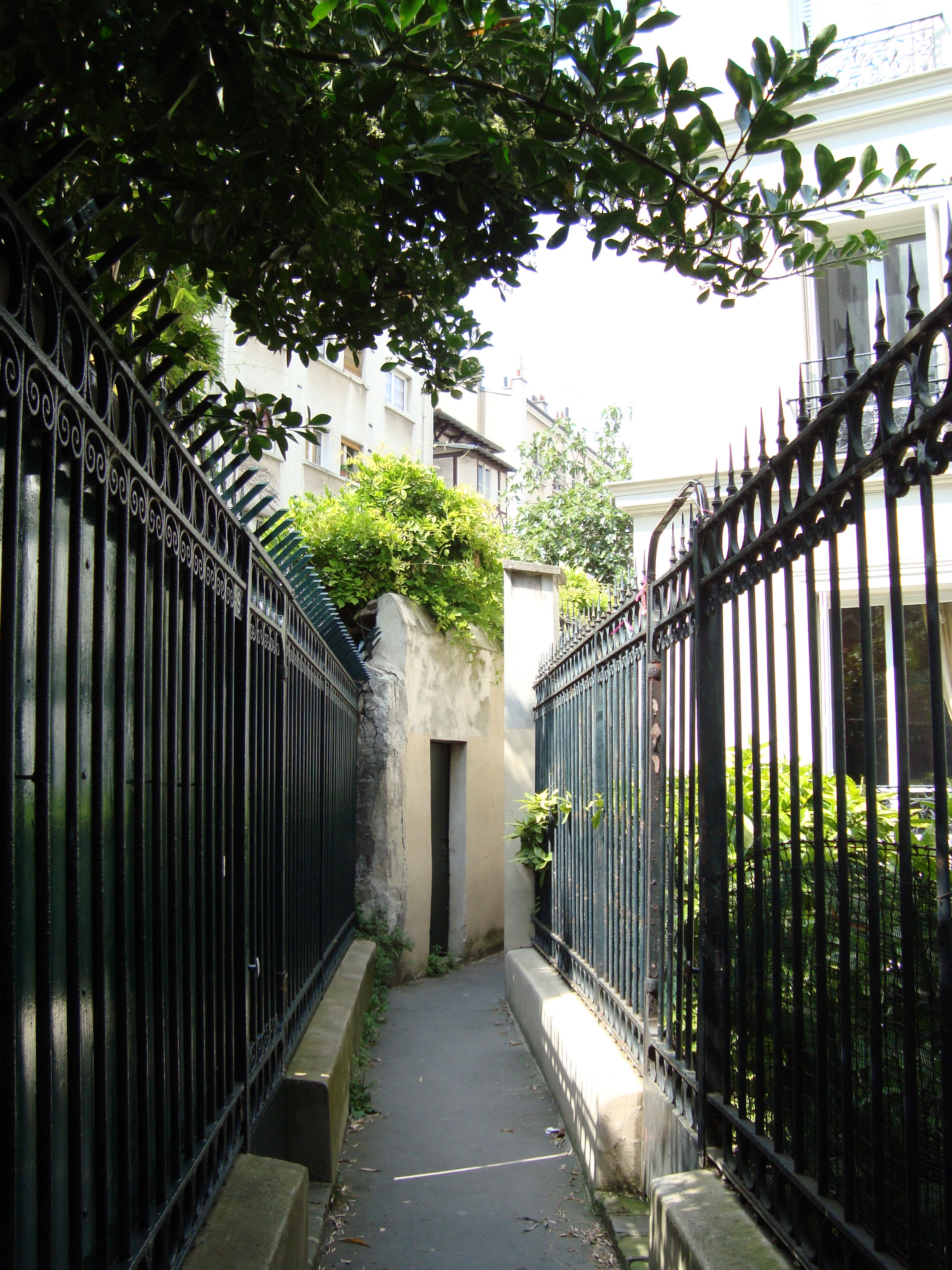
Le sentier des Merisiers.

Les sentiers de Paris peuvent être des voies dénommées « sentier »  ou bien des sentiers de randonnée.

## Voies actuellement dénommées «sentiers»
Un certain nombre de voies de Paris sont des « sentiers » :
1. sentier Briens (12e arrondissement) ;
2. sentier Laurent-Fignon[2] (12e arrondissement) dans le bois de Vincennes ;
3. sentier de la Lieutenance (12e arrondissement) ;
4. sentier des Merisiers (12e arrondissement) qui constitue, avec ses 87 centimètres de largeur minimum et environ 1 mètre de largeur moyenne, la voie la plus étroite de la capitale[3] ;
5. sentier de Montempoivre (12e arrondissement) ;
6. sentier de la Pointe (20e arrondissement) ;
7. sentier du Rouvray (16e arrondissement) dans le bois de Boulogne ;
8. sentier de la Station  (19e arrondissement).

Le sentier de Rouvray est le seul situé dans le bois de Boulogne. Le sentier Laurent-Fignon est le seul situé dans le bois de Vincennes.
Il existe par ailleurs une rue du Sentier, dans le 2e arrondissement, qui a donné son nom au quartier du Sentier.

## Voies anciennement dénommées «sentier»
De nombreuses voies parisiennes furent autrefois appelées sentiers, par exemple :
- sentier des Vaches : actuellement rue de la Justice ;
- sentier des Falaises : actuellement partie de la rue de la Py ;
- sentier des Écuyers (20e arrondissement), supprimé en 2001, il commençait au 9, rue de la Croix-Saint-Simon et finissait en impasse.

## Sentiers de randonnée
Il existe à Paris plusieurs sentiers de grande randonnée, GR (grande randonnée) et GRP (grande randonnée de pays) :
- GR 2, avec deux itinéraires : « GR2-ville » (26 km, de la porte de Charenton au parc omnisports Suzanne-Lenglen) et « GR2-berges » (9 km, de la gare de Paris-Austerlitz au parc André-Citroën) ;
- GRP Traversée de Paris :
  - no 1, 18 km (de la porte de la Muette au sud-ouest à la porte de Reuilly au sud-est en passant par le jardin du Luxembourg en rive gauche) ;
  - no 2, 20 km (du parc de la Villette au nord-est au parc Montsouris au sud) ;
  - no 3, 24 km (de la porte Maillot au nord-ouest à la porte Dorée au sud-est en passant par Montmartre en rive droite) ;
  - Sentier du Bois de Boulogne au Bois de Vincennes, balisé en printemps 1997
- GRP du Bois de Boulogne qui fait le tour du bois de Boulogne ;
- GRP du Bois de Vincennes qui fait le tour du bois de Vincennes.